# (11584) Ferenczi
(11584) Ferenczi (1994 PP39) – planetoida z pasa głównego asteroid okrążająca Słońce w ciągu 5,31 lat w średniej odległości 3,04 j.a. Odkryta 10 sierpnia 1994 roku.